# CODEN
CODEN - de acordo com a norma ASTM E250 - é um código bibliográfico alfanumérico de seis dígitos que fornece identificação concisa e inequívoca de títulos de periódicos e publicações não-seriadas de todas as áreas.